# Scrophularia macrantha
Scrophularia macrantha är en flenörtsväxtart som beskrevs av Edward Lee Greene och Stiefelhagen. Scrophularia macrantha ingår i släktet flenörter, och familjen flenörtsväxter. Inga underarter finns listade i Catalogue of Life.